# Nu (chanson)
Nu est une chanson de Philippe Katerine issue de l'album Zouzou paru le 8 novembre 2024,.

## Thèmes
La chanson aborde de manière loufoque le thème de la nudité. 
Elle est présentée comme un clin d'œil aux athlètes nus de la Grèce antique et un plaidoyer pour la paix.

## Genèse
En écrivant la chanson, Philippe Katerine s'est dit qu' « elle serait pas mal » pour les Jeux olympiques d'été de 2024, c'est pourquoi il a envoyé une vidéo au metteur en scène de la cérémonie d'ouverture Thomas Jolly qui « a aimé cela ».

## Accueil
Le 26 juillet 2024, Philippe Katerine participe à la cérémonie d'ouverture des Jeux olympiques de Paris durant laquelle il interprète la chanson déguisé en dieu Dionysos, vêtu d'un simple slip et couvert de maquillage bleu, suscitant l'embarras de certains diffuseurs comme NBC aux États-Unis qui a préféré remplacer le tableau par des images de l'équipe olympique des États-Unis et des spots de publicité. C'est également le cas de la chaîne marocaine SNRT qui diffuse alors une image du Louvre.
En France, l'interprétation de la chanson a suscité acclamations et critiques, suscitant de nombreux commentaires et interrogations sur ce que le reste du monde allait pouvoir comprendre de l'univers déroutant de Philippe Katerine,. Le quotidien Le Monde relaie ces questionnements, notant le manque d'universalité de l'interprétation de Philippe Katerine.
En Chine, la performance de Philippe Katerine est devenue virale sur les réseaux sociaux où il a été surnommé « l'artiste Schtroumpf ».

## Clip
Le clip tourné à Nantes le 2 juillet 2024 « avec des naturistes authentiques et volontaires » a été réalisé par Gaëtan Chataigner. Il sort dans la nuit du 27 juillet 2024 et approche le million de vues le 30 juillet 2024.